# Cătălina Ștefănescu
Cătălina Ștefănescu (n. 28 august 1988, București, România) este un politician român, deputat în legislatura 2012-2016, din partea USL Teleorman.
A studiat la Institutul Puskin din Moscova, intre 2001-2012.